# Willie Brown (politico)
Willie Brown (Mineola, 20 marzo 1934) è un politico statunitense, 41° sindaco di San Francisco.
Dal 1994 al 1995, Brown ha frequentato Kamala Harris, che all'epoca lavorava come vice procuratore distrettuale della contea di Alameda. Nel 1994, Brown ha nominato Harris in due diverse commissioni: lo State Unemployment Insurance Appeals Board e la California Medical Assistance Commission. La loro relazione ha attirato una rinnovata attenzione all'inizio del 2019 dopo che lei era diventata una senatrice degli Stati Uniti e si era candidata alla vice presidenza.